# Castillo de Ruaya
El castillo de Ruaya es una fortaleza situada junto a la población de Cortes de Pallás (Valencia).
Es bien de interés cultural con código 46.19.099-005 y número de anotación ministerial R-I-51-0010581, de fecha 1 de marzo de 2001.

## Historia
Ruaya tuvo un caserío de moriscos propio, que habría estado protegido por esta fortificación que al tiempo cubriría los accesos meridionales a Cortes de Pallás. Se data la obra en la Edad Media, entre los siglos IX y XIV.

## Descripción
A principios del siglo XXI, del castillo se puede distinguir las puertas de acceso, construidas con sillares, un doble recinto con murallas, una cisterna y la torre mayor. Se pueden constatar que el castillo tenía dos niveles. En superior se elevaba la torre de vigilancia, construida con planta cuadrada que se encuentra actualmente derruida, salvo parte sus muros. El muro sudoccidental es el mejor conservado. El conjunto se encuentra en estado ruinoso.